# Симха Ерліх
Симха Ерліх (івр. שמחה ארליך‏‎; 15 грудня 1915 — 19 червня 1983) — ізраїльський політичний діяч, лідер Ліберальної партії та міністр фінансів в уряді Менахема Бегіна, відомий своїми спробами лібералізації ізраїльської економіки.

## Біографія
Ерліх народився 1915 року в Любліні і був членом молодіжної секції Партії спільних сіоністів. Іммігрував до підмандатної Палестини в 1938 році і працював фермером у Нес-Ціона. Навчався оптики та заснував фабрику з виробництва об'єктивів. У 1955 році він був обраний до Тель-Авівської міської ради і став членом Ліберальної партії. У 1969 році він пішов з міської ради і був обраний до Кнесету за списком партії ГАХАЛ (ГАХАЛ утворена в результаті коаліції між Ліберальною партією та Херутом). У 1976 був обраний головою Ліберальної партії.
Після виборів 1977 року був призначений міністром фінансів та заступником прем'єр-міністра. Як міністр фінансів він намагався провести економічні реформи в Ізраїлі, скасувавши валютні правила та податок на подорожі, а також знизивши ціни на імпортні товари. Незабаром з'ясувалося, що ізраїльська економіка не була готова до таких різких змін, що призвело до погіршення платіжного балансу, збільшення маси імпортних товарів і різкого зростання інфляції. Через це Ерліх був змушений піти у відставку як міністр фінансів, але залишився заступником прем'єр-міністра і курирував розвиток Галілеї, в арабському секторі та повторного поглинання емігрантів.
Після виборів 1981 року Ерліх був призначений міністром сільського господарства та залишився заступником прем'єр-міністра. Помер 1983 року.